# Suy sụp hấp dẫn

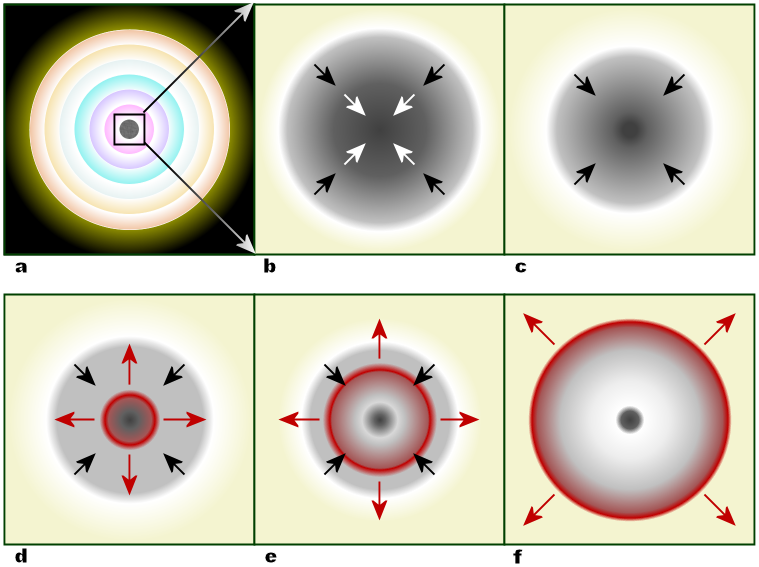
Suy sụp hấp dẫn trong quá trình tiến hóa sao dẫn tới hình thành siêu tân tinh

Suy sụp hấp dẫn hay suy sập hấp dẫn là hiện tượng co nén cực nhanh của các vật thể có khối lượng lớn (thiên thể) dưới tác dụng của lực hấp dẫn.
Suy sụp hấp dẫn thường xuất hiện ở giai đoạn kết thúc của quá trình tiến hóa của thiên thể có khối lượng lớn, khoảng gấp 10 lần khối lượng Mặt Trời. Sau khi đốt cạn nguồn nhiên liệu hạt nhân, các sao (hay nói chung, các thiên thể) này sẽ mất cân bằng cơ học (năng lượng nhằm đẩy vật chất ra khỏi khối tâm bị suy yếu) dẫn đến quá trình co nén vào tâm với tốc độ tăng dần.
Cùng với quá trình suy sụp vào trong này là quá trình tăng áp suất bên trong. Có hai khả năng xảy ra:
1. Nếu áp suất tại tâm tăng đủ lớn để ngừng quá trình suy sụp hấp dẫn thì thiên thể đó sẽ có khối tâm là một sao neutron đặc. Lớp vỏ lúc đó bắn ra ngoài tạo thành tinh vân, độ sáng của thiên thể tăng lên hàng triệu lần trong một thời gian ngắn hình thành sao siêu mới
2. Nếu áp suất bên trong của thiên thể chỉ đủ làm chậm quá trình suy sụp hấp dẫn nhưng không ngăn được sự co nén vật chất vào trong bán kính hấp dẫn, vật chất sẽ tiếp tục suy sụp vào và khối tâm lúc đó trở thành một hố đen.

|  |  |